# Cantons de l'Arieja
Els cantons de l'Arieja són 22 i s'agrupen en tres disctrictes: 
- Districte de Foix (9 cantons - prefectura: Foix) :
cantó d'Acs - cantó de La Bastida de Seron - cantó de Las Cabanas - cantó de Foix-Rural (cap a Montgaillard) - cantó de Foix-Ville - cantó de l'Avellanet - cantó de Queragut - cantó de Tarascon d'Arieja - cantó de Vic de Sòs

- Districte de Pàmies (7 cantons - sotsprefectura: Pàmies) :
cantó de Le Fossat - cantó de Lo Mas d'Asilh - cantó de Mirapeis - cantó de Pamiers-Est - cantó de Pàmies-Oest - cantó de Sabardu - cantó de Varilhas

- Districte de Sent Gironç (6 cantons - sotsprefectura: Sent Gironç) :
cantó de Castillon-en-Couserans - cantó de Massat - cantó d'Ost - cantó de Senta Crotz de Volvèstre - cantó de Sent Gironç - cantó de Sent Líser